# Harting (stik)
Harting (i England også kendt som Lectriflex) er det almene navn for en 16-polet stiktype til multikabler, som hovedsageligt bruges inden for lysteknik til teater- og scenebrug. Stikket har fået navn efter den oprindelige producent Harting, hvor stiktypen er markedsført som Han 16 E. I dag produceres stiktypen dog også af andre producenter under forskellige navne.

## Historie
Tekst mangler, hjælp os med at skrive teksten

## Udformning
Stikket er udformet som et aflangt rektangulært stik med to rækker af otte ben. I siderne af stikket er der kontakter der forbinder kabelskjoldet. Stikket er udført med én tap på den ene længeside og to på den anden, således at stikket kun kan vende på én måde.

For at fastlåse stikket er der enten placeret én låsebøjle i længderetningen eller to låsebøjler på tværs. Låsebøjlerne er typisk monteret på de stik der er monteret i udstyr, frem for på stikkene på kabler. Dette gør at en stikforbindelse mellem to kabler ikke af sig selv kan låses. For at låse stikkene kan der således enten anvendes en speciel forlængerstiktype hvor låsebøjlerne sidder på kabelstikket, alternativt kan de to ulåste kabelstik sikres med en strop.
Hver af stikkets 16 ben kan belastes med en strøm på op til 16 A. Hvis kablet derfor fremfører en almindelig netspænding på 230 V, kan hver linje således belastes med en effekt på 3680 W.

## Brug
|     | Europæisk     | Engelsk |
| Ben | Brug          | Brug    |
| --- | ------------- | ------- |
| 1   | Fase 1        | Fase 1  |
| 2   | Nul 1         | Fase 2  |
| 3   | Fase 2        | Fase 3  |
| 4   | Nul 2         | Fase 4  |
| 5   | Fase 3        | Fase 5  |
| 6   | Nul 3         | Fase 6  |
| 7   | Fase 4        | Jord    |
| 8   | Nul 4         | Jord    |
| 9   | Fase 5        | Nul 1   |
| 10  | Nul 5         | Nul 2   |
| 11  | Fase 6        | Nul 3   |
| 12  | Nul 6         | Nul 4   |
| 13  | Fase 7/Ubrugt | Nul 5   |
| 14  | Nul 7/Ubrugt  | Nul 6   |
| 15  | Fase 8/Ubrugt | Jord    |
| 16  | Nul 8/Ubrugt  | Jord    |

Indenfor lysteknik bruges kablet typisk til at fremføre seks eller otte linjer, også kaldet kanaler, enten fra en lysdæmper til lamperne, eller linjer med faststrøm. Der er ikke nogen fast standard for hvordan de forskellige ben forbindes, men der findes to måder det typisk gøres på, den ene anvendes primært i England og den anden hovedsageligt i resten af Europa.

Med den engelske metode er der seks linjer, som så deler fire jordlinjer imellem sig. Med den Europæiske metode er der enten seks linjer, hvor de sidste fire ben så er ubrugt, eller otte linjer med alle benene i brug. I begge tilfælde bruges kabelskjoldet i den europæiske metode som fælles jordleder for alle linjerne.
Udstyr der er forbundet med hver sin metode bør således ikke forbindes, idet der enten opstår kortslutninger eller at der kommer spænding i jordlederne.

Som alternativ til harting kan også anvendes stiktypen socapex. Socapex har 19 ben mod hartings 16, hvilket gør at alle linjer har deres egen jordleder, til gengæld er der så kun seks linjer mod hartings potentielt otte linjer.